# The Sermon on Exposition Boulevard
The Sermon on Exposition Boulevard è il decimo album in studio della cantante statunitense Rickie Lee Jones, pubblicato nel 2007.

## Tracce
1. Nobody Knows My Name – 3:24
2. Gethsemane – 2:23
3. Falling Up – 4:39
4. Lamp of the Body – 2:57
5. It Hurts – 3:45
6. Where I Like It Best – 5:44
7. Tried to Be a Man – 3:44
8. Circle in the Sand – 3:29
9. Donkey Ride – 2:52
10. 7th Day – 3:59
11. Elvis Cadillac – 3:57
12. Road to Emmaus – 4:18
13. I Was There – 8:21

## Formazione
- Rickie Lee Jones – voce, chitarra, tastiera, sintetizzatore, percussioni, xilofono, cimbalini a dita, piano elettrico, dulcimer inclinato, tamburello
- Bernie Larsen – chitarra, batteria, sintetizzatore, percussioni, voce
- Pete Thomas – chitarra
- Rob Schnapf – chitarra
- Steve Abagon – chitarra
- Peter Atanasoff – chitarra, oud, cori
- Joey Maramba – basso
- Jay Bellerose – batteria
- Joey Waronker – batteria
- Lee Cantelon – cori
- Jonathan Stearns – tromba